# Лукаш Гонсіор
Лукаш Гонсіор (пол. Łukasz Gąsior, 14 січня 1986) — польський плавець.
Учасник Олімпійських Ігор 2008 року.